# William Diering
William Grant Diering (né le 7 mai 1986 à Sandton) est un nageur sud-africain spécialiste des épreuves de brasse. 
Il a remporté la médaille de bronze sur le 200 m brasse aux Championnats du monde en petit bassin 2008, en battant le record national de plus de une seconde. Il a pris part ensuite aux Jeux olympiques d'été de 2008, avec comme seule course au programme le 200 m brasse dont il obtient la douzième place.

## Palmarès

### Championnats du monde

#### Petit bassin
- Championnats du monde 2008 à Manchester (Royaume-Uni) :
  -  Médaille de bronze du 200 m brasse

### Championnats d'Afrique
- Championnats d'Afrique de natation 2010 à Casablanca (Maroc) :
  -  Médaille d'or du 200 m brasse
  -  Médaille d'or du 4 × 100 m quatre nages
  -  Médaille d'argent du 100 m brasse
  -  Médaille de bronze du 50 m brasse

- Championnats d'Afrique de natation 2008 à Johannesbourg (Afrique du Sud) :
  -  Médaille d'or du 200 m brasse
  -  Médaille d'argent du 100 m brasse

### Jeux africains
- Jeux africains de 2007 à Alger (Algérie) :
  -  Médaille d'argent du 200 m brasse